# Plata esterlina
La plata esterlina o plata de ley es una aleación de plata que contiene 92.5% por peso de plata y 7.5% por peso de otros metales, normalmente cobre. El estándar esterlino de plata tiene una ley de por lo menos de 925.
La plata fina, por ejemplo 99.9% plata pura, es relativamente blanda, así que la plata es normalmente aleada con cobre para aumentar su dureza y resistencia. La plata esterlina es propensa a mancharse, y se suelen utilizar otros elementos distintos del cobre en aleaciones para reducir las manchas. Tales elementos incluyen el germanio, zinc, platino, silicio, y boro. Ejemplos recientes de aleaciones que utilizan estos metales incluyen argentio, esterlio, esterilita y silvadio.

## Etimología
Una de las atestaciones más tempranas del término es el vocablo francés antiguo esterlin, en una carta de la abadía de Les Préaux, datada ya sea a 1085 o 1104. El cronista inglés Orderic Vitalis (1075 @– c. 1142) utiliza las formas latinas libræ sterilensium y libræ sterilensis monetæ. La palabra en origen refiere al penique de plata normando.
Según el Diccionario inglés Oxford, la más creíble etimología se deriva del vocablo en inglés antiguo steorling (con (o como) una "estrella pequeña"), ya que algunos peniques eran impresos con una estrella pequeña. Hay un número de  hipótesis obsoletas. Una sugiere una conexión con starling, porque cuatro pájaros (de hecho merletas) fueron grabados en un penique de Eduardo I.
El numismático británico Philip Grierson está en desacuerdo con la "etimología" de estrella, ya que las estrellas aparecieron en los peniques sólo durante tres años de 1077–1080 (los normandos cambiaban el diseño de la moneda cada tres años). Grierson propuso la alternativa de que "sterling" se deriva de "ster" que significa "fuerte" o "derecho", por analogía con el bizantino solidus, originalmente conocido como el solidus aureus significando "oro sólido" u "oro fiable". En apoyo de esto él cita el hecho de que uno de los primeros actos de los normandos fueron restaurar las monedas al peso compatible y pureza que tenían en los días de Offa, Rey de Mercia. Esto fue para contrastar al progresivo debase por 200 años, y por tanto sería una fuente probable para una denominación.
SE Rigold niega que el origen sea normando, afirmando que "aunque las monedas británicas medievales rara vez copian o son copiadas por las de Francia, tienen muchas conexiones tipológicas con las de las tierras del este: los Países Bajos, el Báltico, Alemania e incluso regiones de Europa central ".

## Trabajado de la plata
La aleación esterlina se originó en Europa continental y se sabe que ya en el siglo XII se la utilizaba en el norte de Alemania.
Los plateros coloniales utilizaron muchas de las técnicas desarrolladas en Europa. La fundición era frecuentemente el primer paso para fabricar piezas de plata, los trabajadores de plata fundían plata esterlina en lingotes más fácilmente manejables. Ocasionalmente, creaban componentes pequeños (p. ej. patas para teteras) al fundir plata en moldes de hierro o de grafito, pero era raro que una pieza entera fuera fabricada mediante fundición. Por lo general, un platero forjaba un lingote a la forma deseada, a menudo golpeando la plata contra troqueles con formas especiales para "producir en masa" formas simples como por ejemplo extremo ovalado de una cuchara. El martillado realizado a temperatura ambiente como cualquier proceso de conformación frío, causaba el endurecimiento de la plata, la cual se tornaba cada vez más quebradiza y difícil de trabajar. Para restaurar la ductilidad, el platero recocía la pieza, o sea la calentaba al rojo vivo y luego la remojaba en agua para aliviar las tensiones en los materiales y regresarla a un estado más dúctil. El martilleo requería más tiempo que todos los otros procesos de fabricación de plata, y por tanto era la principal componente del costo del trabajo. Los plateros luego sueldan partes para crear elementos complejos y artísticos, sellando los huecos con una soldadura de 80 wt% plata y 20 wt% bronce. Finalmente, pulían su trabajo para que no se notaran las soldaduras, acabando fuera con el grabado y estampando la marca del platero.
El revolucionario norteamericano Paul Revere estuvo considerado uno de los mejores plateros de esta “Época dorada de la plata norteamericana.” Luego de finalizar la Guerra Revolucionaria, Revere adquirió un molino de laminado para plata en Inglaterra. El molino no solo le permitió aumentar su volumen de producción ya que la producción de planchas de plata demandaba mucho tiempo de un platero, sino que laminaba plata de grosor apropiado y uniforme, y la vendía a otros plateros. Con lo cual hizo una gran fortuna en parte gracias a esta inversión estratégica. A pesar de que se lo reconoce por sus bonitas salseras, cazuelas y soperas, Revere hizo su fortuna principalmente mediante la producción de bienes simples producidos con ayuda de su molino, como cubertería. Con el inicio de la primera Revolución Industrial, la ocupación de artesano platero declinó.
De aproximadamente 1840 a 1940 en los Estados Unidos y Europa, la cubertería de plata era un elemento de rigueur cuándo se debía servir una mesa distinguida. Hubo un aumento significativo en el número de compañías de trabajos en plata que emergieron durante dicho periodo. El pico de esta moda por el uso de elementos de plata fue durante el periodo de 50 años de 1870 a 1920. Los conjuntos de cubertería durante este período llegaron a tener hasta 100 tipos diferentes de piezas.
Un número de factores convergieron para que cayera la preferencia por piezas de plata hacia la Segunda Guerra Mundial. El costo de la mano de obra aumentó (las piezas de plata eran todavía mayoritariamente hechas a mano, con solo unos pocos elementos básicos hechos a máquina). Sólo las personas de gran fortuna contaban con el gran número de sirvientes requerido para atender una cena elegante de diez platillos. Además los cambios en estéticas resultaron en que las personas deseaban cubiertos de mesa más sencillos y más fáciles de limpiar.

## Sello
Algunos países desarrollaron sistemas de sellado de elementos de plata:
- Para indicar la pureza de la aleación de plata utilizada en la fabricación o manufactura de la pieza.
- Para identificar el platero o compañía que hizo la pieza.
- Para anotar la fecha y/o ubicación de la fábrica o artesano.
- Para prevenir la falsificación de elementos de plata.

## Usos

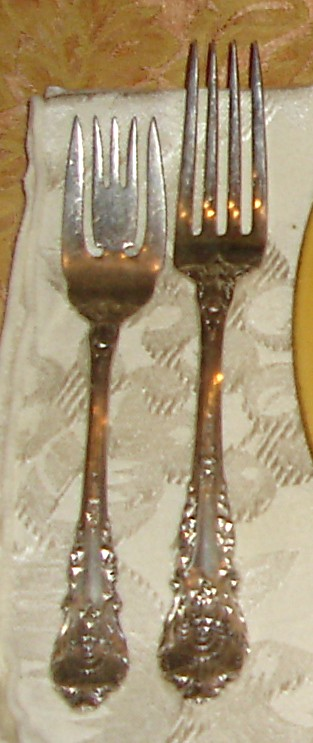
Par de tenedores de plata esterlina.

Numerosos y muy variados utensilios de mesa se han fabricado con plata esterlina, incluidos: 
- Tenedores (tenedor de cena, tenedor de ensalada, tenedor de postre, o tenedor de gamba)
- Cucharas (cucharilla, cuchara de café, cuchara demitasse, cuchara de téy para helado) y
- Cuchillos (cuchillo de cena, de mantequilla, cuchillo de queso).

Estas prácticas tuvieron un gran auge durante el periodo victoriano, cuándo la etiqueta dictó que ninguna comida tendría que ser tocada con los dedos.
Las piezas eran a menudo elaboradas con decorados y calados y embellecidas con marfil, y podían incluir: cuchillo de talla y tenedor, cuchillo de ensalada y tenedor, tenedor de carne fría, cucharón de sopa, cucharón para salsa, cuchara para servir, cuchara de baya, servidor de lasaña, servidor de maccarroni, servidor de espárrago, servidor de pepino, servidor de tomate, cuchara para oliva, cuchillo exclusivo para queso, cuchillo de pez y tenedor, servidor de tartas, servidor para Petit four, cuchillo de pastel, cuchara para bombón, cuchara de sal.
Los conjuntos de cubertería eran a menudo acompañados por conjuntos de té, tarros de agua caliente, tarros de chocolate, bandejas y salvers, goblets, demitasse tazas y salseras, tazas de licor, tazas bouillon, tazas de huevo, platos, anillos de servilleta, jarras para agua y vino, posa vasos, candelabros e incluso centros de mesa.
El interés por la plata esterlina se extendió a objetos de negocio (clips de papel, lápiz mecánico, abridores de cartas, cajas de tarjetas, pitillera), a elementos del tocador (bandejas de tocador, espejos, cepillos para el cabello y traje, botellas para píldoras, conjuntos de manicura, calzadores, botellas de perfume, botellas de polvo, clips de cabello) e incluso a elementos para niños (tazas, cubertería, sonajeros).

## El deslustre y corrosión
Químicamente, la plata no es muy reactiva—no reacciona con oxígeno o agua a temperaturas normales, así que no forma fácilmente óxido de plata. Aun así, es atacada por componentes comunes de contaminación atmosférica: el sulfuro de plata aparece lentamente como manchas negras durante la exposición a compuestos de azufre en el aire (subproductos de la quema de combustibles fósiles y algunos procesos industriales), y el ozono de nivel bajo reacciona para formar óxido de plata. Cuando la pureza de la plata disminuye, el problema de corrosión o deslustre aumenta porque otros metales en la aleación, normalmente cobrizos, puede reaccionar con el oxígeno del aire.
El sulfuro de plata negro (Ag2S) está entre las sales más insolubles en solución acuosa, una propiedad que es explotada para separar iones de plata de otros iones positivos.
El cloruro de sodio (NaCl) o sal de mesa común corroe las aleaciones cobrizas de plata, típicamente se lo puede notar en saleros de plata donde la corrosión aparece alrededor de los agujeros en la parte superior.
Varios productos han sido desarrollados para abrillantar plata que sacan el azufre del metal sin averiarlo o deformarlo. Debido a que el pulimento duro y fino puede dañar permanentemente y devaluar una pieza de plata antigua, los elementos valiosos son típicamente bruñidos a mano para preservar las pátinas únicas de piezas más antiguas. Técnicas como pulido de rueda, los cuales son típicamente realizados por plateros o joyeros profesionales, están reservadas para deslustre extremo o corrosión.